# 오밀테메솜꼬리토끼
오밀테메솜꼬리토끼(Sylvilagus insonus)는 솜꼬리토끼의 일종이다. 멕시코 게레로주의 남시에라마드레 산맥에서만 발견된다. 신대륙에서만 제한적으로 분포하는 토끼과 솜꼬리토끼속의 14종 중의 하나이다. 오밀테메솜꼬리토끼는 세계에서 가장 멸종 위험이 높은 토끼의 하나로 간주하고 있으며, 아주 적은 수의 표본만이 알려져 있다.